# Музей естественной истории Фернбанк
Музей естественной истории Фернбанк (англ. Fernbank Museum of Natural History) — американский естественнонаучный музей в Атланте, штат Джорджия.
В экспозиции музея представлены различные представители древней фауны, в том числе гигантские ископаемые виды мезозойской эры: аргентинозавра и гиганотозавра. Отдельный зал посвящён древней истории штата и эволюции планеты в целом. Музей Фернбанк неоднократно становился лауреатом национальных и международных наград за новейшую тематическую выставку NatureQuest, созданную в сотрудничестве с фирмой Thinkwell Group.

## История
История музея Фернбанк начинается в конце XIX века, когда Эмили Харрисон решает сохранить в первозданном виде леса к востоку от Атланты. В 1939 году она находит единомышленников, вместе с которыми приобретает 65 акров леса, чтобы сохранить его от влияния быстрорастущего города. Девственный лес используется для преподавания биологии ученикам графства, для чего на примыкающем участке земли в 1967 году был построен научный центр Фернбанк.
В 1989 году начинаются работы по созданию музея, который открывает двери публике 5 октября 1992 года.

## Состав музея
В музее представлены следующие экспозиции
- Giants of the Mesozoic — коллекция крупнейших динозавров планеты;
- The St. Catherines Island Foundation and Edward John Noble Foundation Collection — коллекция предметов культуры индейцев и европейских поселенцев;
- Fernbank NatureQuest — интерактивная экспозиция для детей.